# Otterden
Otterden – wieś w Anglii, w hrabstwie Kent, w dystrykcie Maidstone. Leży 19 km na wschód od miasta Maidstone i 71 km na południowy wschód od centrum Londynu.